# Шарена сол
Шарената сол е сред най-популярните подправки в българската кухня.

## Съставки
Главните ѝ съставки са добре изсушена чубрица, сминдух, сладки и/или люти чушки от пипер, печена царевица, печени тиквени семки, готварска сол, понякога и дива мащерка. Може да е люта (пикантна).
Съвременното разбиране на шарената сол, включва поне 5 подправки, като задължителните са сол, червен пипер (обикновено нелютив, наричан сладък), чубрица, сминдух, мащерка и смлени тиквени семки. Освен тях в сместа се добавя и царевично брашно и/или галета, стрити на фин прах. Ако шарената сол съдържа лют червен пипер, обикновено тя се нарича пикантна. В пикантната шарена сол освен лютив червен пипер може да се ползва и стрит на прах чер пипер, или кимион, но наличието на тези подправки променят драстично вкуса, характерен за шарената сол, затова се използват рядко. Още повече че в традиционната българската кухня се е използвала и готова обикновена смеска – наричана 'сол-пипер', и е представлявала ситно стрит бял (или черен) пипер, осолен с фино стрита готварска сол (до състояние, сходно по вид с пудра захар).
Приготвя се сравнително лесно – всички съставки се счукват, след което сместа се пресява.